# Donna Leon

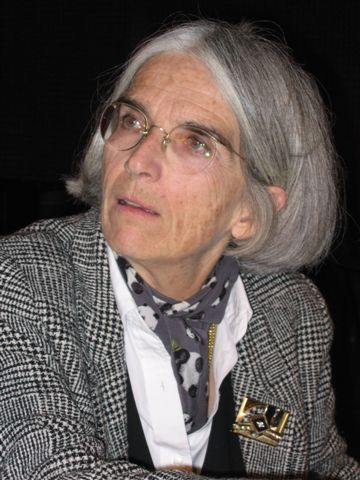

Donna Leon (28 september 1942, Mont Clair, New Jersey) is een Amerikaanse schrijfster van detectiveromans die zich afspelen in Venetië. De hoofdpersoon is Commissario Guido Brunetti. Donna Leon woonde meer dan 30 jaar in Venetië en woont nu in een klein dorp in Zwitserland. Zij was docent Engelse literatuur aan de University of Maryland University College – Europe (UMUC-Europe) in Italië en werkte vervolgens als professor van 1981 tot 1999 bij de Amerikaanse militaire basis van Vicenza. Ze stopte met lesgeven om zich te concentreren op het schrijven en andere culturele activiteiten op het gebied van muziek (met name barokmuziek). 

## Commissario Brunetti
De Commissario Brunetti-romans spelen zich allemaal in en rond Venetië af. Ze zijn in het Engels geschreven en vertaald in veel talen, maar op verzoek van Donna Leon niet in het Italiaans. Elke roman geeft de schrijfster de gelegenheid om de minder prettige kanten van Venetië en Italië te belichten. De intelligente en capabele Brunetti is verantwoording verschuldigd aan zijn baas Vice-Questore Patta, een ijdele kwibus. Sergente (later Ispettore) Vianello en de alwetende Signorina Elettra, de secretaresse van Patta, assisteren Brunetti. 
De eerste roman verscheen in 1992 (Death at la Fenice, Nederlandse vertaling Dood van een Maestro). In elke roman speelt eten en koken een belangrijke rol. Het is niet verwonderlijk dat er ook een kookboek van Donna Leon is verschenen (A Taste of Venice: At Table with Brunetti). De lezer volgt Brunetti op zijn wandelingen door Venetië en komt zo langs de mooiste bekende en onbekende plekken. Hier is ook een boek van verschenen (Brunetti’s Venice: Walks with the City’s Best-Loved Detective, 2009).
De Commissario Brunetti-Romans vormen de basis voor een televisieserie op de Duitse televisie.

## Biografie

### Guido Brunetti
1. Dood van een maestro (1992) Death at La Fenice
2. Dood in den vreemde (1993) Death in a strange country
3. De dood draagt rode schoenen (1994) Dressed for death
4. Salto mortale (1995) Death and judgement
5. Acqua alta (1996) Acqua alta
6. Een stille dood (1997) Quietly in their sleep
7. Nobiltà (1998) A noble radiance
8. Fatalità (1999) Fatal remedies
9. Vriendendienst (2000) Friends in high places
10. Onrustig tij (2001) A sea of troubles
11. Bedrieglijke zaken (2002) Wilful behaviour
12. De stille elite (2003) Uniform justice
13. Verborgen bewijs (2004) Doctored evidence
14. Vertrouwelijke zaken (2005) Blood from a stone
15. Duister glas (2003) Through a glass, darkly
16. Kinderspel (2007) Suffer the little children
17. Droommeisje (2008) The girl of his dreams
18. Gezichtsverlies (2009) About face
19. Een kwestie van vertrouwen (2009) A question of belief
20. Dodelijke conclusies (2011) Drawing conclusions
21. Beestachtige zaken (2012) Beastly things
22. Het onbekende kind (2013) The golden egg
23. Tussen de regels (2014) By its cover
24. Ik aanbid je (2016) Falling in love
25. Eeuwige jeugd (2016) The waters of eternal youth
26. Wat niet verdwijnt (2017) Earthly remains
27. Vergiffenis (2018) The temptation of forgiveness
28. De Troonopvolger (2019) Unto us a son is given
29. Duister water (2021) Trace Elements
30. Vluchtig verlangen (2021) Transient desires
31. Liefdadigheid (2021) Give unto others
32. Begraven verleden (2023) So shall you reap
33. De vuurproef (2025) A Refiner's Fire

### Caterina Pellegrini
1. Hemelse juwelen (2012) The jewels of paradise

### Non-fictie
1. Mijn Venetië (2007) Mein Venedig

- Bibsys: 16822
- Biblioteca Nacional de España: XX880670
- Bibliothèque nationale de France: cb12561718s (data)
- Catàleg d'autoritats de noms i títols de Catalunya: 981058517441406706
- Gemeinsame Normdatei: 115533346
- International Standard Name Identifier: 0000 0001 2125 3363
- Library of Congress Control Number: n92007412
- Nationale Bibliotheek van Letland: 000071736
- MusicBrainz: 2f4ac21a-95e4-4c30-ab89-e95ac02cbd7d
- Bibliotheek van het Japanse parlement: 00470355
- Nationale Bibliotheek van Tsjechië: xx0008587
- Nationale bibliotheek van Australië: 36013196
- Nationale Bibliotheek van Israël: 987007312438205171
- Nationale Bibliotheek van Polen: a0000001039284
- Nationale en Universitaire bibliotheek Zagreb: 000130525
- Nederlandse Thesaurus van Auteursnamen: 107928280
- Istituto Centrale per il Catalogo Unico: VEAV046612
- LIBRIS: 335624
- Système universitaire de documentation: 034915796
- Trove: 1185517
- Virtual International Authority File: 27182947
- WorldCat: E39PBJxMjGkwpr693Pg3jYDTHC